# Jacques Zegers
Jacques Zegers, född 25 juni 1947, är en belgisk sångare/artist, som bland annat  har representerat Belgien några gånger i Eurovision Song Contest. Senast var 1984 med bidraget "Avanti la vie", som slutade på 5:e plats av 19 möjliga.
Bidraget framfördes på franska, eftersom de belgiska bidragen framfördes på detta språk jämna årtal, och flamländska udda årtal.